# تپه خرابه دربند
تپه خرابه دربند مربوط به عصر آهن - دوره سلجوقیان - دوره صفوی است و در شهرستان ابهر، بخش سلطانیه، دهستان سلطانیه، ۴۴۰۰ متری غرب روستای ترکانده، حدود ۲ کیلومتری امامزاده واقع شده و این اثر در تاریخ ۲۶ دی ۱۳۸۶ با شمارهٔ ثبت ۲۰۵۵۲ به‌عنوان یکی از آثار ملی ایران به ثبت رسیده است.